# Mislata
Mislata település Spanyolországban, Valencia tartományban. Mislata Valencia, Quart de Poblet és Xirivella községekkel határos. Lakosainak száma 46 153 fő (2024).

## Népesség
A település népessége az utóbbi években az alábbiak szerint változott:
| Lakosok száma | 40 943 | 42 689 | 43 336 | 43 756 | 43 800 | 43 281 | 43 042 | 43 691 | 44 282 | 46 153 |
|               | 2001   | 2004   | 2007   | 2009   | 2012   | 2014   | 2017   | 2019   | 2022   | 2024   |